# Herbert Fortier
Herbert Fortier (1867 — 16 de fevereiro de 1949) foi um ator canadense da era do cinema mudo. Ele apareceu em 53 filmes entre 1915 e 1937.
Em 1913, ele viveu com sua esposa Frances em Newfield, Nova Jérsei.